# Herbert Prince
Herbert Mark John Prince (South Stoneham, 14 gennaio 1892 – Andover, 12 gennaio 1986) è stato un calciatore inglese, di ruolo attaccante.

## Carriera

### Nazionale
Venne convocato nella Nazionale britannica che partecipò ai Giochi olimpici del 1920, disputò l'unica partita giocata dalla sua Nazionale in quell'edizione.